# Jezioro Brajnickie
Jezioro Brajnickie – jezioro w województwie warmińsko-mazurskim, w powiecie szczycieńskim, w gminie Jedwabno, położone na północny wschód od wsi Jedwabno.
Jezioro hydrologicznie otwarte poprzez cieki: na wschodzie wpływa rów z jeziora Świętajno (Narty); na południu wypływa struga do jeziora Sasek Mały.

## Opis
Jezioro wydłużone z północy na południe, w północnej części węższe niż w południowej. Długość 3,5 km, szerokość do 950 m. Linia brzegowa dość dobrze rozwinięta. Brzegi są pagórkowate lub płaskie, dalej od lustra wody wysokie i strome. Południową część wschodniego brzegu otacza las, na północnej leżą pola, podmokłe łąki i zabudowania. Lustro wody w większości trudno dostępne, oddzielone od brzegów pasem szuwarów. Wzdłuż wszystkich brzegów biegną szosy lub drogi gruntowe. U północno-wschodniego krańca zbiornika leży wieś Witowo, na zachodnim brzegu Brajniki, a blisko południowego Warchały.
Do 2018 roku według regionalizacji fizycznogeograficznej Polski jezioro leżało w zachodniej części Równiny Mazurskiej. Po ustanowieniu nowych granic, jak i nowych regionów fizycznogeograficznych, jezioro obecnie znajduje się w południowo-wschodniej części Pojezierza Olsztyńskiego.
Dojazd do jeziora ze Szczytna do wsi Warchały drogą krajową nr 58 w stronę Nidzicy. Z Warchał drogami gruntowymi w prawo. Prowadzą one wzdłuż jeziora.

## Turystyka

### Wędkarstwo
Jezioro Brajnickie jest płytkim i bardzo dużym jeziorem hodowlanym. Zostało zarybione karpiami, ale skorzystały także inne gatunki. Przez lata był to staw bez dostępu dla wędkarzy, obecnie dopuszcza się ich do niego.

### Sporty wodne
Wokół jeziora są ośrodki, w których można m.in. przenocować i wypożyczyć łodzie wędkarskie.

## Dane morfometryczne
Powierzchnia zwierciadła wody według różnych źródeł wynosi od 168,5 ha do 186,3 ha do 211 ha.
Zwierciadło wody położone jest na wysokości 132,2 m n.p.m. Średnia głębokość jeziora wynosi 2,8 m, natomiast głębokość maksymalna 5 m lub  5,2 m.
W oparciu o badania przeprowadzone w 2003 roku wody jeziora zaliczono do III klasy czystości.

## Hydronimia
Według urzędowego spisu opracowanego przez Komisję Nazw Miejscowości i Obiektów Fizjograficznych (KNMiOF) nazwa tego jeziora to Jezioro Brajnickie. W różnych publikacjach i na mapach topograficznych jezioro to występuje pod nazwą Branickie.